# Gródek nad Dunajcem (gmina)

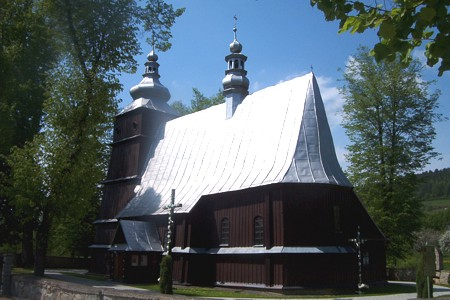
Drewniany kościół w Podolu-Górowej

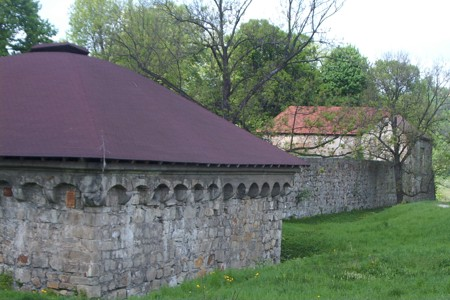
Beluard w Rożnowie

Gródek nad Dunajcem (1934-54 gmina Kobyle-Gródek) – gmina wiejska w Polsce położona w województwie małopolskim, w powiecie nowosądeckim. W latach 1975–1998 gmina administracyjnie należała do województwa nowosądeckiego. Siedzibą gminy jest Gródek nad Dunajcem.
Według danych z 31 grudnia 2017 roku gminę zamieszkiwało 9235 osób.

## Geografia
Gmina Gródek nad Dunajcem rozciąga się od południowych brzegów Jeziora Czchowskiego, aż po południowo-wschodnie brzegi Jeziora Rożnowskiego. Wschodnia część gminy rozlokowana jest na terenie Pogórza Rożnowskiego. Takie warunki geograficzne określiły jej charakter jako turystyczno-rolniczy. Gmina ma obszar 88,17 km², w tym: użytki rolne 51%, użytki leśne 29%. Stanowi to 5,69% powierzchni powiatu.

## Sołectwa
Bartkowa-Posadowa, Bujne, Gródek nad Dunajcem, Jelna, Jelna-Działy, Lipie, Podole-Górowa, Przydonica, Przydonica-Glinik, Roztoka-Brzeziny, Rożnów, Sienna, Tropie, Zbyszyce.

## Sąsiednie gminy
Chełmiec, Czchów, Korzenna, Łososina Dolna, Zakliczyn

## Historia
Gródek nad Dunajcem, którego historia sięga XIV wieku powstał z połączenia dwóch wsi – Kobyle i Gródek. Nazwa Gródek odnosi się do jednego z zamków broniących doliny Dunajca. W 1390 roku należał on do trzech braci: Stanisława, Andrzeja, Jana ze Słupca. W 1410 roku przeszedł na własność arcybiskupa Piotra z Kurowa. Jego ruiny widoczne są jeszcze na wzgórzu zwanym przez mieszkańców „Małpią Wyspą”. Powstała ona w wyniku zalania doliny Dunajca w 1942 roku i utworzeniu w ten sposób Jeziora Rożnowskiego.
Bogatą historię posiada Rożnów, który był własnością wielu znanych rodów. U schyłku XIV wieku Piotr Rożen (od niego wzięła się nazwa wsi) wzniósł na stromym wzgórzu w zakolu Dunajca zamek murowany, którego szczątki zachowały się do dziś (tutaj odbył się słynny ślub Zawiszy Czarnego z córką Piotra Rożena). W XVI wieku hetman Tarnowski zbudował tutaj rezydencję typu „palazzo di fortezza”. Stanowi ona warownię nowożytnej fortyfikacji.
Podczas hitlerowskiej okupacji Gubernator Hans Frank wybudował w Gródku willę z pływającym basenem kąpielowym.

## Demografia

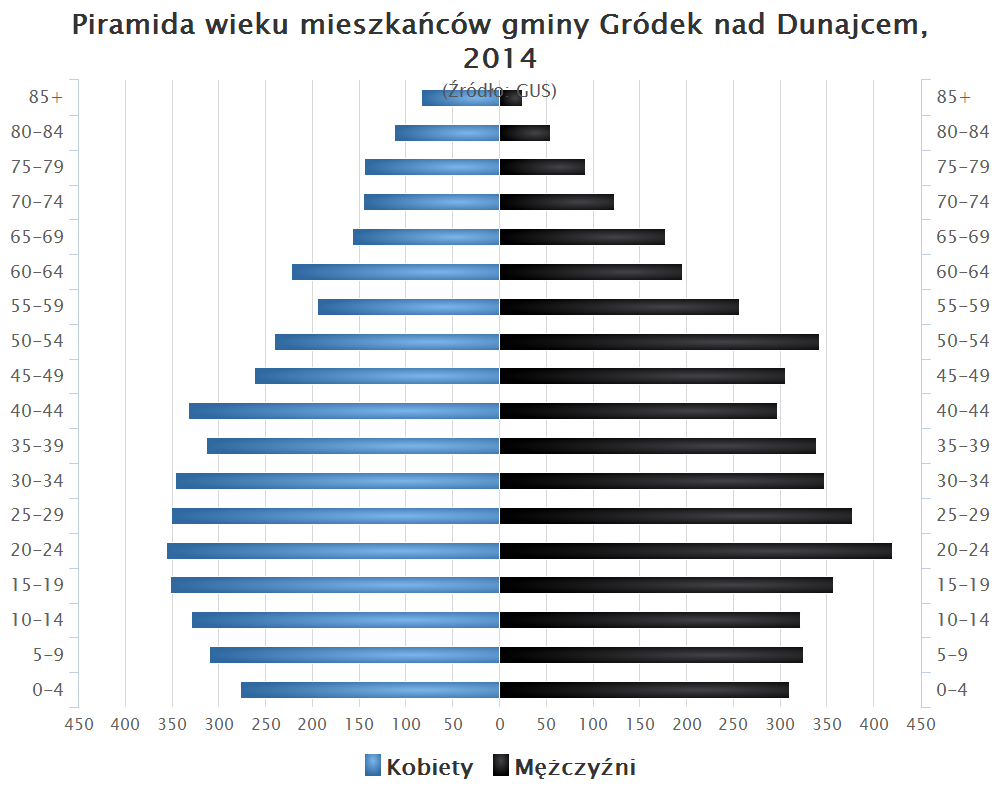
Piramida wieku mieszkańców gminy Gródek nad Dunajcem w 2014 roku

## Zabytki
- kościoły drewniane w Podolu (początek XVI wieku) Rożnowie (1661 r.) i Przydonicy (1527 r.) oraz murowane w Zbyszycach (1440 r.) i Tropiu
- beluard warowni Hetmana Tarnowskiego z XVII i XVIII wieku w Rożnowie
- ruiny zamku Rożenów z XIV wieku
- klasycystyczny dwór z XIX wieku w Rożnowie

## Turystyka
Ze względu na swoje położenie gmina jest miejscem często odwiedzanym przez letników. Turyści znajdują tu bazę o zróżnicowanym standardzie, w tym: hotele, pensjonaty, ośrodki wypoczynkowe, pola namiotowe, kwatery prywatne. Tu zaczynają się piesze szlaki turystyczne i rowerowe na cały teren Pogórza Rożnowskiego.
Najdłużej nad jeziorem trwa sezon dla wędkarzy. Od kiedy kilka lat temu w Nowym Sączu oddano do użytku oczyszczalnię ścieków, czystość wód Dunajca i Jeziora znacznie się poprawiła, a wraz z poprawą wróciły niektóre gatunki ryb. Jesienią w Bartkowej można złowić szczupaka, zaś w Gródku nad Dunajcem oraz w Lipiu sandacza, a nawet suma.

### Szlaki turystyczne
Przez tereny gminy Gródek nad Dunajcem przebiegają trzy szlaki: czerwony, niebieski i żółty.
Powstanie tych szlaków związane jest ściśle z budową zapory w Rożnowie. W 1937 roku w środowisku działaczy turystycznych i przy wsparciu ówczesnych władz starostwa, podjęto działania w celu utworzenia szlaków turystycznych na terenach otaczających przyszłe jezioro. W tym samym roku zostaje wyznaczony szlak biało-czerwono-biały prowadzący z Nowego Sącza przez Jelną do Rożnowa. Szlak ten później został skrócony do Bartkowej z powodu rozwinięcia koncepcji długiego szlaku niebieskiego: Tarnów – Bartkowa – Rożnów – Just –Limanowa – Kamienica – Lubań – Czorsztyn – Pieniny – Szczawnica – granica państwa – Obidza – Wlelki Rogacz.
W roku 1968 następuje kolejna modernizacja szlaku biało-czerwono-białego (Nowy Sącz – Bartkowa) na odcinku Jelna – Kobylnica-Glinik na żądanie władz wojskowych, a w roku 1984 jego ostatnia modyfikacja na północ od Jelnej.
Szlak niebieski istniejący przed podjęciem decyzji o budowie zapory w Rożnowie zostaje zmodyfikowany i przedłużony o odcinki prowadzące do przyszłego jeziora, a później dalej do Tarnowa.
W roku 1936 poprowadzono odcinki Limanowa – Jaworz – Rojówka – Just, a w rok później odcinek Just – Rożnów.
Przed wojną do szlaku niebieskiego doprowadzono szlak: Męcina – Jaworz (kolor żółty).
W latach pięćdziesiątych kolejne: Pisarzowa – Sałasz (kolor zielony) i Łososina Górna – Sałasz (kolor zielony).
Kolejna modyfikacja szlaku niebieskiego miała miejsce w 1988 roku, kiedy przełożono odcinek Bartkowa – Bukowiec.
Ostatnia modyfikacja to projekt przełożenia odcinka szlaku prowadzącego z Bartkowej do Rożnowa.
Opis tego odcinka brzmi: „Z Bartkowej (przystanek PKS w kierunku Rożnowa) nowa trasa szlaku biegnie w kierunku północno-zachodnim razem ze znakami żółtymi szlaku Bartkowa – Jamna wznosząc się wśród pól i pojedynczych zagród ku brzegowi lasu. Na południe rozległy widok na basen Jeziora Rożnowskiego, na wschód widać dolinę Przydonickiego Potoku zamkniętą na horyzoncie grzbietem Bukowca, a od południa wzgórzami Glinika i Żebraczki. Szlak biegnie lasem około 400 m dochodząc do drogi leśnej. Tu szlak żółty odchodzi na północ, a nasz szlak biegnie na zachód, a potem na południe drogą okalającą głęboko wcięta dolinę potoku Wiesiółka. Przy pierwszych domach Wiesiółki, szlak przybiera kierunek zachodni, trawersując północne zbocza wzgórza i dochodząc do drogi Bartkowa – Rożnów w pobliżu przystanku PKS...”.